# Candelario Huízar
Candelario Huízar García de la Cadena (* 2. Februar 1882 in Jerez/Zacatecas; † 3. Mai 1970 in Mexiko-Stadt) war ein mexikanischer Komponist, Musiker und Musikpädagoge.

## Leben und Wirken
Huízar erlernte als Kind autodidaktisch das Gitarrespiel. 1892 wurde er Mitglied der Kapelle seiner Heimatstadt, wo er Saxophon spielte. Später spielte er im Streichquartett von Enrique Herrera die Viola und studierte Harmonielehre bei Aurelio Elías. Er wurde Mitglied der Kapelle von Zacatecas, die sich seit 1909 Banda de Música del Primer Cuadro del Batallón de Zacatecas nannte.
Als revolutionäre Truppen unter Pancho Villa die Stadt einnahmen, schloss sich Huítar den Kräften unter General Pánfilo Natera an. 1917 kam er als Mitglied der Banda de Música de la División del Norte nach Mexiko-Stadt. Hier wurde er im Folgejahr Mitglied der Banda de Música del Estado Mayor Presidencial unter Melquiades Campos Esquivel und studierte am Conservatorio Nacional de Música Horn bei Arturo Rocha, Harmonielehre bei Estanislao Mejía und Aurelio Barrios y Morales sowie Komposition bei Gustavo E. Campa und Rafael J. Tello.
Seit 1920 war er Bibliothekar, außerdem von 1920 bis 1952 Professor für Musikanalyse des Conservatorio Nacional. 1924 wurde er Hornist in dessen Sinfonieorchester. Daneben war er von 1928 bis 1937 Chronist und Bibliothekar des Orquestra Sinfónica Nacional. 1952 erhielt er den Premio Nacional de Ciencias y Artes.
Huízar komponierte vier Sinfonien, sinfonische Dichtungen und andere Orchesterwerke, Chormusik, Lieder und Klavierstücke und Orchestrationen von Werken Bachs, Vivaldis und Juventino Rosas’.

## Werke
- Imágenes, sinfonische Dichtung, 1919
- A Una Onda, Romanze, 1928
- Sonata para clarinete y fagot, 1931
- Pueblerinas, sinfonische Dichtung, 1931
- Surco, sinfonische Dichtung, 1935
- Ochpanixtli, Sinfonie, 1936
- Concierto Grueso, 1937
- Sinfonía No. 4, 1942
- Cora, 1942

| Personendaten    | Personendaten                                      |
| ---------------- | -------------------------------------------------- |
| NAME             | Huízar, Candelario                                 |
| ALTERNATIVNAMEN  | Huízar García de la Cadena, Candelario             |
| KURZBESCHREIBUNG | mexikanischer Komponist, Musiker und Musikpädagoge |
| GEBURTSDATUM     | 2. Februar 1882                                    |
| GEBURTSORT       | Jerez (Zacatecas), Zacatecas (Bundesstaat)         |
| STERBEDATUM      | 3. Mai 1970                                        |
| STERBEORT        | Mexiko-Stadt                                       |